# Kamimuria chungnanshana
Kamimuria chungnanshana és una espècie d'insecte pertanyent a la família dels pèrlids que es troba a Àsia: la Xina.